# 54th Massachusetts Volunteer Infantry
54th Massachusetts Volunteer Infantry var ett infanteriregemente som stred i det amerikanska inbördeskriget. Det var den första officiella enheten i nordstatsarmén som helt utgjordes av svarta soldater i USA:s armé.

## Historia
Regementet bildades i mars 1863 av Massachusetts guvernör John A. Andrew efter att Emancipation Proclamation kungjorts. Krigsminister Edwin M. Stanton bestämde att vita officerare skulle leda alla "färgade" enheter och överste Robert Gould Shaw blev tillsatt som regementets befälhavare efter att ha handplockats av guvernör Andrew. Guvernören valde även Norwood Penrose "Pen" Hallowell som överstelöjtnant. Som så många andra officerare i regementen med afroamerikanska soldater befordrades både Shaw och Hallowell flera grader - de var båda kaptener innan. Resterade officerare valdes av Shaw och hans närmste man Hallowell. Flera av officerarna var abolitionistfamiljer och flera valdes även de av guvernör Andrew. Överstelöjtnant Norwood Hallowells yngre bror Edward Needles Hallowell anslöt sig och blev befordrad till major och kom senare även att föra befäl över regementet efter Shaws död. 24 av de 29 officerarna var veteraner men endast sex stycken hade tidigare varit i befälsbefattning. Flera av dem hade även studerat vid Harvard University.